# カルナ
カルナ（梵: कर्ण、IAST：Karṇa）は、インドの叙事詩『マハーバーラタ』に登場する英雄。クンティーがクル王パーンドゥの妃となる以前に、太陽神スーリヤとの間に生んだ子。主人公であるパーンダヴァ五兄弟と敵対するカウラヴァの中心的人物の一人。優れた弓の使い手であり、大英雄アルジュナを宿敵とする。カルナという名は「耳」または「耳飾りを付けた者」を意味する。また、耳輪と鎧を切り離したことからヴァイカルタナ（見事に切り離したもの）という異名がある。

## 生い立ち
クンティーはパーンドゥと結婚するより以前、聖仙ドゥルヴァーサスから、任意の神を父親とした子を産むマントラを授かっていた。しかしながら、まだ少女のうちに好奇心から太陽神スーリヤを呼び出してしまい、カルナを産んだ。未婚での出産の発覚を恐れたクンティーは、生まれたばかりのカルナを箱に入れて川に流した。カルナはドリタラーシュトラの友人である御者アディラタに拾われ、ラーダーという養母に育てられた。クンティーは、スーリヤの子を産む条件として、生まれてくる子供が黄金に輝く鎧を所有することを要求した。その結果、カルナは黄金の鎧と耳輪を身に着けた姿で産まれてきた。この鎧は皮膚のごとくカルナの体の一部としてつながっていたため、脱ぐことができなかったが、この鎧が彼の体にある限りカルナは不死身であった。

## 青年期
カルナは、王家に仕えていた当代随一の武芸者ドローナから、クルの王子ら（カウラヴァ百王子、パーンダヴァ五兄弟）と共に武術を習っていた。カルナはドローナにブラフマーストラの技の教えを乞うが「あらゆる誓を成就したバラモンか、最も過酷な苦行を行ったクシャトリヤ以外にはその神器は授けられない」と言って拒否する。そのため、カルナは山中に暮らす最高のバラモン兵法者パラシュラーマに、バラモンであると身分を偽り弟子入りする。師のパラシュラーマを膝枕していた際、虫に噛まれて出血しても痛みに耐えたことから、バラモンではないと見抜かれてしまう。それまで一心に苦行し仕えていたカルナをパラシュラーマは気に入っており、ブラフマーストラの技のほかヴィジャヤという強力な弓を与えていたが、カルナが嘘をついたことを知り、授けたブラフマーストラの扱い方の記憶を失うであろう、と予言する。パラシュラーマの下を追い出されたカルナは、再びハスティーナプラへ戻り、ドゥルヨーダナに仕えて暮らした。
ドローナの提案により、王子らの武芸の上達をドリタラーシュトラ王と民衆に披露するために開催された御前試合に、カルナは飛び入りで参加する。アルジュナが見せた神技に観客が感動する中で登場したカルナは、「アルジュナよ、そなたが示したすべての技をこの大観衆の前で凌いで見せよう」と言い放ち、アルジュナと同じ技を披露する。しかし、両者が師の許可を得て対峙したところ、決闘を行うためには素性を明らかにすべきであり、王族は己より下位の者と戦ってはならないというクリパの言葉にカルナは窮する。そこでパーンダヴァを憎むドゥルヨーダナは、その場でカルナをアンガ王に即位させる。これで王族同士となったカルナとアルジュナであったが、会場に現れたカルナの養父アディラタを見て、ビーマが「御者の息子に、アルジュナに殺される資格などない」と言い放ち、それにドゥルヨーダナが反論したところで日が沈み、決闘は果たされないまま試合は解散となった。

## ドラウパディーの婿選び
パンチャーラ王ドルパダが催した娘のドラウパディーのスヴァヤンヴァラ（花婿選び）に、カルナはドゥルヨーダナら百王子や他の国王らと同様に参加する。用意された強弓で的を射抜いたものが花婿となれる、という課題に、次々と男たちが挑戦していくが誰も弓を引くことさえできない。その中でカルナは、弓を手に取り満月のように引き絞ることには成功するものの、ドラウパディーが「あのスータを夫にするのはいやです」と叫び、それを聞いたカルナは弓を投げ捨ててしまう。その後に、ドゥルヨーダナらによる暗殺から逃れるためバラモンに扮したアルジュナが挑戦し成功、ドラウパディーらの本来の思惑通りアルジュナに娶られることが決まった。なおドラウパディーの花婿選びにおけるカルナについては、参加したという描写がないもの、的を射るのに成功したが拒否されたものが存在する。
花婿選びの後、自らが計画したパーンダヴァの暗殺計画が失敗に終わったことを知ったドゥルヨーダナは、父王ドリタラーシュトラにパーンダヴァ達の兄弟仲を裂いて力を弱めようと提案するが、カルナはこれに賛同せず、力によって彼らを倒すほかない、と断固として主張する。ドリタラーシュトラはどちらの提案も採用せず、花嫁を得たパーンダヴァ五兄弟を都に迎え入れ、王国を二分し未開拓地のカーンダヴァプラスタをパーンダヴァへ与えた。

## パーンダヴァ追放
ドゥルヨーダナの叔父であり腹心のシャクニが提案した骰子賭博により、敗北したパーンダヴァは王国を追放される。ユディシュティラが賭け代としたドラウパディーを巻き上げられた際、カルナは「お前は自分のものは何ひとつ持っていない奴隷の女房にすぎぬ。さぁ、とっとと奥へ行って王たちの身内に傅くがいい。それとも、お前を賭の商品になどしない新しい夫を選び直すか？奴隷女が結婚によって自由の身になるのは少しも悪いことではないのだぞ」とドラウパディーを強く罵った。ドゥルヨーダナの弟の一人であるヴィカルナは、この賭博が正当ではなくドラウパディーは奴隷となっていないと主張するが、カルナはこれを一喝して黙らせる。ドリタラーシュトラの執り成しにより、再度行われた骰子賭博で、パーンダヴァ五兄弟と妻のドラウパディーは王国を十三年間追放されることとなる。この際、ビーマは「貴様（ドゥフシャ―サナ、ドゥルヨーダナの弟）とドゥルヨーダナは必ずおれが殺してやる。そしてカルナはアルジュナが。シャクニはサハデーヴァが片付けるだろう」と雪辱を誓う。アルジュナもまた「このおれの矢でカルナとその部下全員をあの世へ送ることを誓うぞ」と言い放ち、王国を立ち去った。

## 忠誠と武勲
パーンダヴァを追放してもドゥルヨーダナの彼らへの悪意が収まることはなかった。カルナはシャクニと共にパーンダヴァが森で見窄らしい暮らしを送っているとドゥルヨーダナに告げ、ドゥルヨーダナはパーンダヴァを辱めたいと望む。それにカルナも応じ、牧場の視察を名目とすることを提案した。ドゥルヨーダナと連れ立ってパーンダヴァの近くに赴くカルナだったが、居合わせたガンダルヴァ族との争いでドゥルヨーダナを置いて敗走し、囚われたドゥルヨーダナを当のパーンダヴァによって救い出されるという失態を演じてしまう。
気落ちしたドゥルヨーダナを励ますため、カルナは兵を起こし諸国を従え、世界制覇の偉業を達成した。これに喜んだドゥルヨーダナが開いたヴァイシュナヴァ祭で、カルナはアルジュナを殺すまで足を洗わないという誓いを立てた。
カリンガの王女の婿選びで、ドゥルヨーダナは婿に選ばれなかったことに腹を立て、カルナの手助けを得て、力尽くで王女を攫った。ジャラーサンダ王はこれを聞きつけ、カルナに一騎打ちの勝負を申し込むも、カルナは壮絶な戦いの末これを征し、友情の印としてマーリニーの町を得る。これにより、アンガに加えチャンパーも支配するようになる。

## 黄金の耳輪と鎧を奪われる
パーンダヴァの追放から十三年目に入ろうという頃、アルジュナに勝利を与えようとするインドラ神の策略により、カルナは黄金の鎧をインドラ神の持つ槍と引き換えに失う。事前にこれを察知した父スーリヤ神は、息子に対し「どんな代償を条件に挙げられても決して渡してはならぬ。それはお前の命を縮めることになり、パーンドゥの勝利を決定的にするからだ」と忠告をするが、カルナは死はもとより覚悟の上であり、インドラ神の願いを聞き入れて耳飾りと甲冑を失い、戦場で倒れるなら、自分の名誉は一層輝きこそすれ貶められることはない、また師から授かった武器で宿敵アルジュナを倒して見せると宣言し、その忠告に感謝しつつ拒否する。
カルナは毎日正午に沐浴し、父である太陽を礼拝する習慣があった。そしてそのときバラモン僧が施しを求めてきたならば、何を乞われても望みの品を贈っていた。（これは、カルナが過去に沐浴後にバラモンから布施を請われた際に何もやるものがなかったことを恥じていたためである）そこでインドラはバラモンの姿に化けて正午にカルナの前に現れ、彼の黄金の鎧を所望した。カルナは驚いて、この鎧は自分の体と一体になっており脱ぐことができないと説明し、別のものを要求するよう懇願した。しかしバラモンはそれを拒否し、彼の鎧を要求し続けた。そのうちカルナはこのバラモンの正体に気づき、その要求にこたえることにした。代わりにインドラ神の持つ決して的を外さない槍を要求し、インドラ神はそれを受け入れる。彼は苦痛に耐えながら小剣で体とつながっている部分を切り裂いて、体を血に染め、微笑を浮かべながら鎧をインドラに手渡した。
この事実を知って、パーンダヴァに与するものは安心し、カウラヴァに与するものは大いに嘆いたという。

## 戦争前夜
マツヤ国で隠れ住んだ一年を最後にパーンダヴァの放浪が終わる頃、カルナは他の主要な将と共にマツヤに攻め込むがアルジュナが変装したブリハンナラーに敗北し、黄色の衣を剥ぎ取られる。
その後、パーンダヴァが十三年の放浪を終えて元々自分たちが治めていた領土の返還を求めるも、ドゥルヨーダナはこれを拒む。戦争を回避するため、クリシュナが平和使節としてドゥルヨーダナらを訪ねて、聖仙ナーラダ、武芸の師ドローナ、王妃ガーンダーリーと共に次々と説得を試みるも、ドゥルヨーダナはすべて拒絶する。ドゥルヨーダナはカルナ、シャクニ、ドゥフシャーサナと協議し、パーンダヴァ側の使節であるクリシュナを捕えようとするが失敗に終わる。
その後、クリシュナはカルナに、彼がパーンダヴァの長兄であることを告げ、争いの無益と、本来あるべき姿であるパーンダヴァの長として帰還し、世界を手にする栄光を説いた。しかしカルナは聖典の掟によれば自らがパーンダヴァ側の人間であることを分かっている、と言いながら養父母への恩と、ドゥルヨーダナへの恩義からパーンダヴァ側につくことはできないと説得を拒む。さらに、カルナはパーンダヴァが勝利すること、戦争でクシャトリヤ族が滅びることを予見しながらも、アルジュナとの一騎打ちを望む。
クリシュナがカルナの説得をあきらめ帰還すると、今度はクンティーがカルナの説得を試みる。クンティーは、自分がカルナの生みの母であり、パーンダヴァが血を分けた実の弟であることを告げ、肉親の情によってパーンダヴァの味方になるよう懇願した。しかし、カルナはこれも拒否する。クンティーが生まれたばかりの自分を川に流したことでクシャトリヤでなくスータの息子として生きていかねばならなかった恨みを言いつつ、また今更寝返ることなどできないと述べ、パーンダヴァ側へはつかないと主張した。しかし「わたしと互角に闘える唯一の好敵手アルジュナだけを相手にすることを誓います。どちらが倒されようと、わたしの栄誉は傷つかず、貴方の五人の息子の数は減ることはありますまい。わたしかアルジュナのどちらかは生き残るのですから」と告げる。クンティーは悲しみに打ち震え、カルナを抱きしめながらもこれを受け入れ、互いに祝福が与えられることを祈り、二人は別れた。

## クルクシェートラの戦い

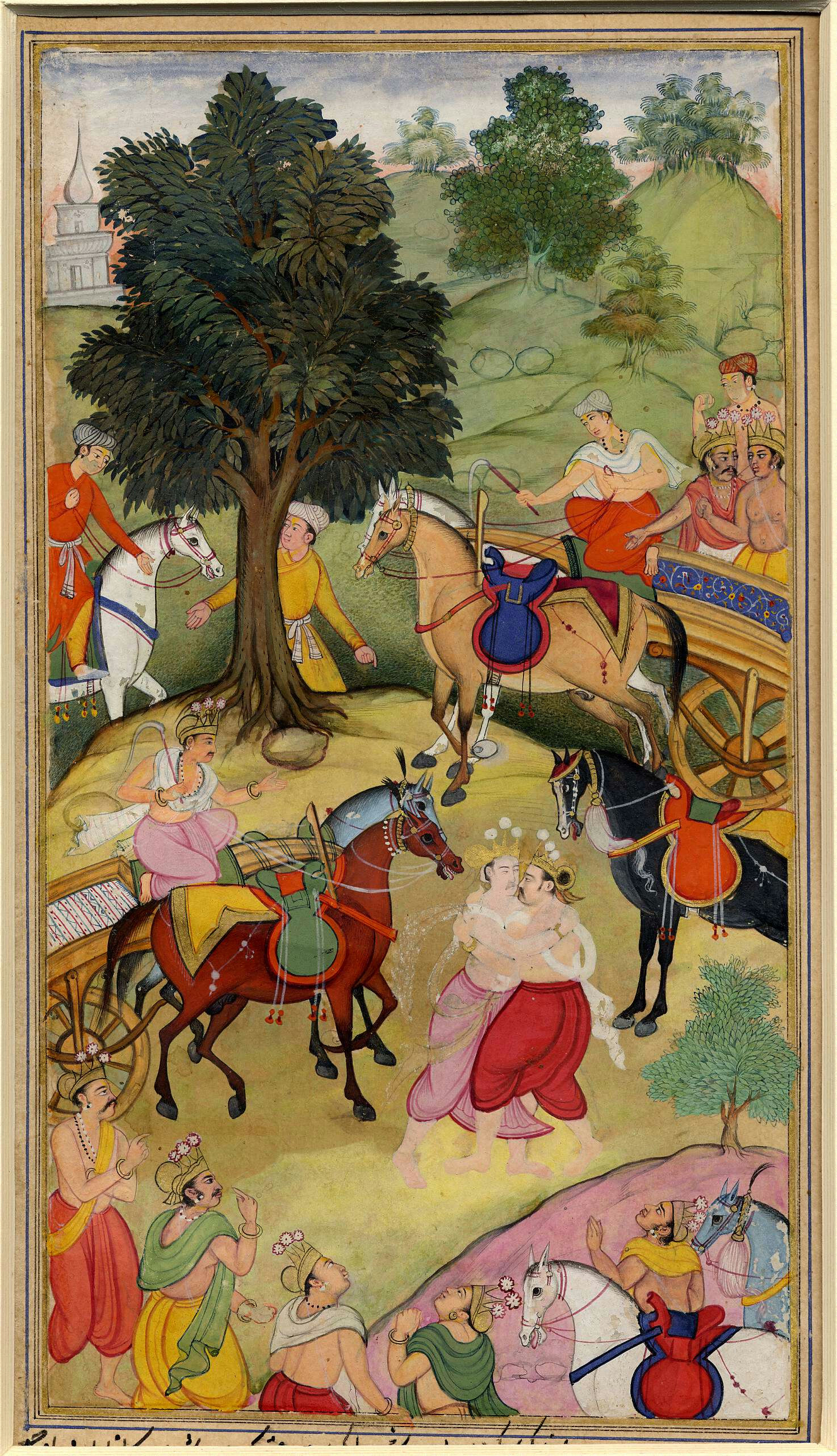
ユディシュティラとの戦い

戦争が始まるに至り、各陣営は総指揮官を任命する。カウラヴァの総指揮官に選ばれたビーシュマは、自らに敵うものはアルジュナのみと言い、またカルナと自分、どちらが先に戦うかを引き受ける条件とした。これに憤慨したカルナは、ビーシュマが生きている限りは戦争に参加しない、彼が死んだ時代わってアルジュナと決着をつけると言い放った。これにより、カルナはビーシュマがアルジュナにより矢の床に沈む十日間の間、戦争に参加しなかった。また、戦争前に戦士らの実力を評価する際には、ビーシュマやドローナはカルナを半人前であると評し（ドローナは、カルナが心優しいが故に、という表現をしている）、これにもカルナは憤慨し、ドゥルヨーダナは自陣の決裂を恐れて必死に宥めている。
ビーシュマがアルジュナに倒され、二番目の総指揮官のドローナが死んだ後、カルナはカウラヴァ陣営の三人目の総指揮官となる。カルナはクリシュナの操る戦車に乗るアルジュナに対抗するため、自らの戦車の御者にマドラ王シャリヤを望む。御者などできないと拒むシャリヤをドゥルヨーダナと共に説得したカルナは、シャリヤを御者として戦場を駆ける。しかし、元々シャリヤはパーンダヴァ五兄弟の末の双子の伯父であり、パーンダヴァ側で参戦するつもりが、ドゥルヨーダナの罠によりカウラヴァ側で参戦することになっていた。シャリヤの心はパーンダヴァにあり、ユディシュティラに協力を申し出て、カウラヴァの戦意をそぐことを約束していた。
カルナは、パーンダヴァ五兄弟と次のように闘った。
- 戦争十四日目：次男ビーマと戦う。カルナが失神するなど押されることも有りながら数度戦い、最後はクンティーとの約束ゆえに見逃す。[23]
- 戦争十四日目：末子サハデーヴァを追いつめるが、クンティーとの約束ゆえに見逃す。[24]
- 戦争十六日目：四男ナクラを追いつめるが、クンティーとの約束を思い出し見逃した。[25]
- 戦争十七日目：長男ユディシュティラを追いつめる。カルナの御者を務めていたシャリヤ王の忠告によりこれを見逃す。[26]
- 戦争十七日目：三男、宿敵アルジュナと戦い、敗北する。[27]

また、カウラヴァ陣営を苦しめたアルジュナの息子アビマニュについては、ドローナ、クリパ、アシュヴァッターマン、クリタヴァルマン、シュルタカルマンらと共に囲んで追いつめて殺した。　黄金の鎧と引き換えに得た、アルジュナを倒すためのインドラの槍は、戦争十四日目で、追いつめられた自陣のためにビーマの息子でラークシャサの母をもつガトートカチャに投擲され、その命を奪った。

## カルナの最期

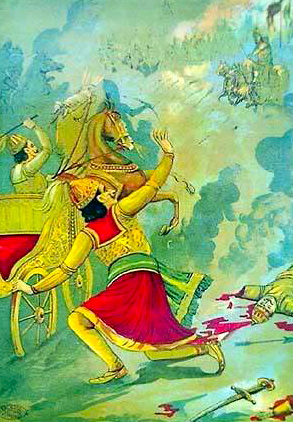
カルナの死

戦争十七日目でカルナはアルジュナと一騎打ちの機会を得る。この時、アルジュナに恨みを抱く竜王アシュヴァセーナは、矢に化けてカルナの箙に潜んでいた。一度は知らずにこれを放つが、クリシュナがアルジュナの戦車を地中に沈めたことで、カルナはアルジュナの首を落し損ねる。再び矢をつがえようとしたカルナは、箙に再び入ろうとした矢を呼び止める。矢は自らを使ってアルジュナを倒すようカルナを唆すが、カルナは自身の力でアルジュナを倒すと主張し退け、戦車が埋まって動けないアルジュナに別の矢を射かける。アルジュナはこれに対し数倍の矢を射返し、それによりカルナは意識朦朧というところまで追い詰められるが、アルジュナはカルナの首を落すことを躊躇う。クリシュナの進言により矢を放つも、この隙に意識を取り戻したカルナは再び応戦する。しかしその瞬間に、パラシュラーマから受けた呪いによりブラフマーストラの呪文を失念し、戦車の車輪が地中に沈む。カルナは、クシャトリヤの法を持ち出し、戦車を引き上げるまで攻撃の手を緩めるよう求めるが、クリシュナはそれまでのカルナの悪行を指摘し、カルナは恥じ入る。放たれるアルジュナの攻撃を戦車を降りたままカルナは迎え撃っていたが、ついにアルジュナのアンジャリカ（合掌という意味）矢により、その首が切り落とされた。カルナの死を知ったドゥルヨーダナは、悲憤の涙を流し、その死を悼んだ。死後、カルナは昇天し、スーリヤと一体化したとされる。
戦後、カルナはクンティーの告白により、パーンダヴァ達の兄として迎え入れられ、その死を悼まれる。特にユディシュティラは、自らの兄を弟に殺させてしまったことを深く後悔し、王位を捨てて森へ隠遁することを考えるまで思い詰めている。

## 神話研究
カルナの最期については同様の話がスーリヤにも見られる。すなわちカルナの父であるスーリヤとアルジュナの父であるインドラが戦ったとき、インドラはスーリヤの戦車の片方の車輪を「外す」あるいは「埋め込む」ことによって勝利したとされる。この神話上の対立構造が叙事詩でも見受けられるのである。またスーリヤが2人の母を持つように、カルナも2人の母を持つ。
神話学者吉田敦彦は、比較神話学の見地からカルナを取り上げ、応神天皇の伝承と比較している。